# Midjan
Midjan var en af Abraham og Keturas sønner.

Abraham tog sig en kone til; hun hed Ketura. Hun fødte ham Zimran, Jokshan, Medan, Midjan, Jishbak og Shua.   (1 Mos 25,1f)

Disse sønner blev stamfædre til seks arabiske stammer, og folket Midjan eller midjanitterne var det folk, som betragtede Midjan som stamfader.
Midjan og Ismael blev af Abraham beriget med gaver og sendt mod øst for ikke at komme i konflikt med Isak, som var søn af Abrahams første kone Sara og derfor førstearving.   [kilde mangler] 
Midjan er også et landområde, hvor Moses befandt sig da Gud, (Jahve), viste sig for ham i form af en brændende tornebusk (2 Mos 3,2).
Moses giftede sig også med Sippora, datter af den midjanittiske præst Jetro, og de var forbundsfæller med israelitterne under disses flugt fra Egypten.
Landområdet Midjan ligger øst for Akababugten og arkæologiske udgravninger har bekræftet et samfund med bofast befolkning dér omkring 1000 f.Kr.
- Akababugtens beliggenhed
- Sinai-halvøen med Suezbugten til venstre og Akababugten til højre.